# IFA-2

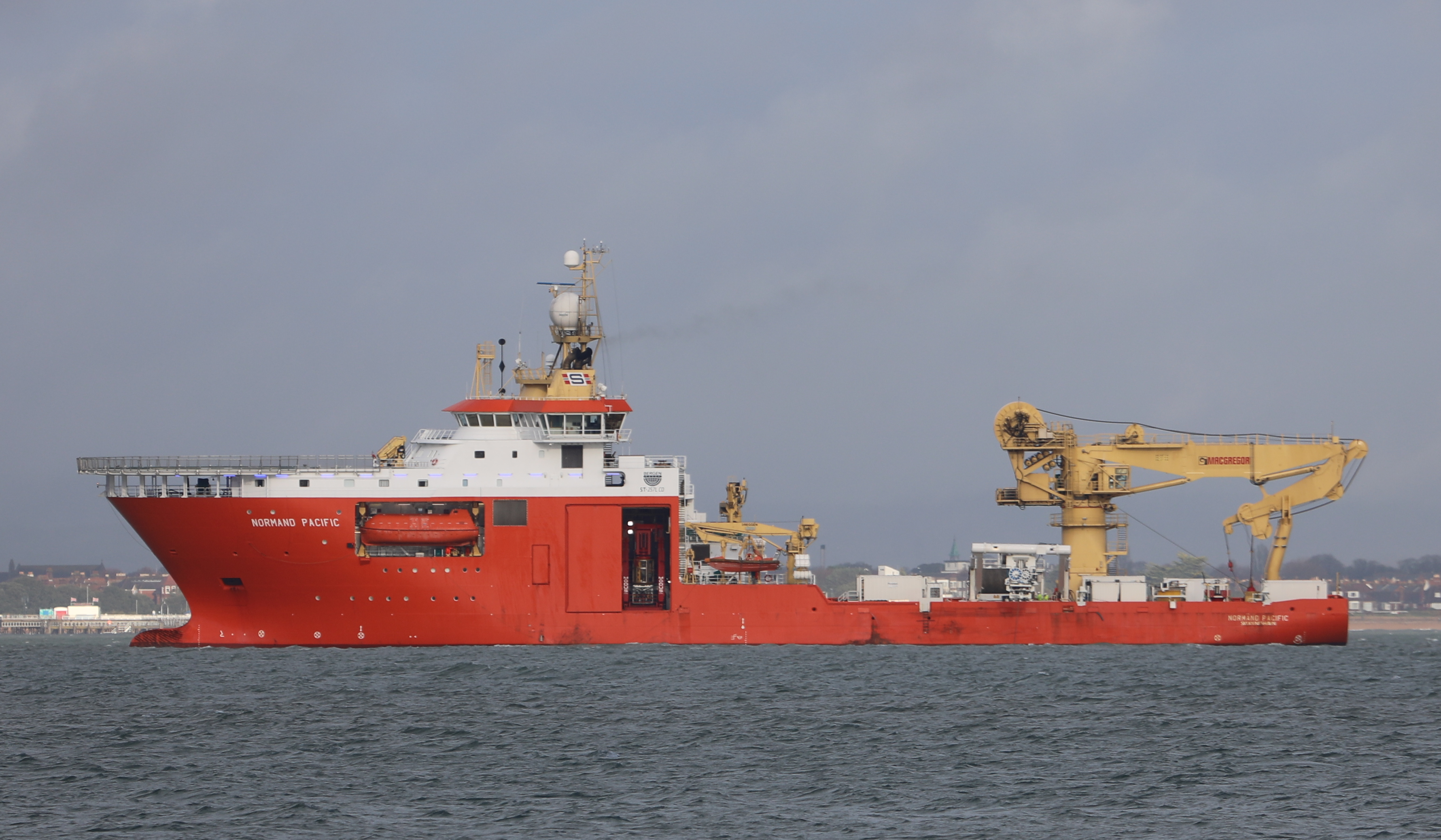
Normand Pacific v oblasti Solentu při ukládání kabelu IFA-2.

IFA-2 (Interconnexion France-Angleterre 2) je podmořský interkonektor, který vede pod Lamanšským průlivem mezi Francií a Spojeným královstvím. Kabel s vysokým napětím a stejnosměrným proudem (HVDC) o délce 204 kilometrů pracuje s napětím +/-320 kV a je schopen přenášet výkon 1 000 MW. IFA-2 je po kabelu IFA (HVDC Cross-Channel) druhým propojovacím kabelem vybudovaným mezi Francií a Velkou Británií.

## Trasa
Kabel se připojuje k francouzské síti v 400 kV rozvodně Tourbe. Odtud vede 300 m dlouhý podzemní kabel vysokého napětí na střídavý proud (VVN) do nedaleké měnírny. Z měnírny vede 24 km dlouhý podzemní HVDC kabel do místa napojení na pevninu východně od Merville-Franceville-Plage poblíž Caen v Normandii.
Na britské straně se místo výstupu na pevninu nachází na pláži Monks Hill na jižním konci letiště Solent Airfield nedaleko Portsmouthu. Převodní stanice se nachází od letiště Solent Airfield severovýchodně. Odtud vede 2 km dlouhý kabel VVN pod vodou do místa připojení k síti v 400 kV rozvodně Chilling poblíž Warsashe v hrabství Hampshire.

## Historie projektu
Projekt vyvinula společnost IFA2 SAS, společný subjekt britského provozovatele přenosové soustavy National Grid a francouzského RTE.
V roce 2015 Evropská komise označila IFA-2 za jeden z klíčových projektů energetické infrastruktury.
V roce 2017 byla zakázka na stavbu IFA-2 zadána společnostem Prysmian Group a ABB.
V říjnu 2019 byla dokončena vnější výstavba budovy konvertoru ve Velké Británii. Na konci roku 2019 proběhly práce na pokládce kabelů ve východní části Solentu.
Dispečerský systém dodala v roce 2019 česká společnost Unicorn.
Kabel byl poprvé uveden pod napětí 15. října 2020 v rámci příprav na testování před uvedením do provozu. Do ostrého provozu byl uveden 22. ledna 2021 s počátečním tokem z Francie do Spojeného království. Ráno 29. ledna došlo k výpadku přípojky, což způsobilo ztrátu 900 MW, a síťové akumulátory část ztráty kompenzovaly, aby se udržel pokles frekvence na 0,25 Hz.